# Albert Preziosi
Pour les articles homonymes, voir Preziosi.
Albert Alexandre Preziosi, né le 25 juillet 1915 à Vezzani en Corse et mort le 28 juillet 1943 en combat aérien en Russie, est un aviateur militaire français.

## Biographie
Capitaine de l'Armée de l'air puis dès 1940 dans les Forces aériennes françaises libres, il a fait partie du groupe de chasse no 1 (Alsace), basé en Égypte et en Libye.
En 1941, en service en Libye, son Hawker Hurricane est abattu et il est recueilli par des bédouins. La légende veut qu'il ait eu une histoire d'amour avec une femme de la tribu et puisse être le véritable père de Mouammar Kadhafi,,, né officiellement le 19 juin 1942 à Syrte.
À l'été 1942, il rejoint le régiment de chasse Normandie-Niémen (alors escadrille Normandie), dirigé par Joseph Pouliquen, formé sur la base libanaise de Rayak et connu pour son engagement sur le front de l'Est lors de la Seconde Guerre mondiale.
Il trouve la mort le 28 juillet 1943 en combat aérien dans le secteur de l'Orel, en Russie. Son corps est enterré à la hâte anonymement, avec d'autres soldats ou partisans soviétiques et a probablement rejoint le cimetière militaire d'Orel de la Grande Guerre patriotique, entre 1944 et 1947, quand furent rassemblés les corps des militaires et partisans, en ce cimetière.

## Distinctions
À titre posthume, il fut décoré par l'Union des républiques socialistes soviétiques de l'ordre de la Guerre pour le Salut de la Patrie (deuxième classe), le 24 août 1943.

## Hommages
- Il est choisi comme parrain par la promotion 1944 (France) de l'École de l'air.
- La base aérienne 126 Solenzara située à Ventiseri en Haute-Corse est nommée en sa mémoire
- Dans La Chute d'Icare, paru aux éditions de Fallois en 2016, Jean-François Roseau se propose de "réparer les amnésies collectives"[5], selon Sophie Pujas dans Le Point, en retraçant la vie d'Albert Preziosi, par la voie du roman, "d'une douce enfance insulaire aux sombres années d'avant-guerre" et jusqu'à la Russie.